# Du Đại Du
Du Đại Du (chữ Hán: 俞大猷, 1503 – 1580), tự Chí Phụ, tự khác Tốn Nghiêu, hiệu Hư Giang, hộ tịch là huyện Tấn Giang, phủ Tuyền Châu, Phúc Kiến, nguyên tịch là huyện Hoắc Khâu, phủ Phượng Dương, Nam Trực Lệ. Ông xuất thân Võ tiến sĩ, là danh tướng trung kỳ đời Minh, có công đánh dẹp Uy khấu, tề danh với Thích Kế Quang, đương thời gọi là "Du long Thích hổ".

## Thiếu thời
Tổ tiên của Đại Du là Du Mẫn theo Minh Thái Tổ chiến đấu, được thế tập chức Tuyền Châu vệ sở Bách hộ, đến ông là đời thứ 7. Đại Du thích đọc sách, theo Vương Tuyên, Lâm Phúc học kinh Dịch, nên được chân truyền của Thái Thanh (thủ lĩnh phái Mân học, thầy của bọn Vương Tuyên). Lại nghe nói Triệu Bản Học lấy kinh Dịch suy diễn phép quyền biến về kỳ chánh – hư thật của nhà binh, bèn theo ông ta học tập. Ngoài ra, Đại Du còn theo Lý Lương Khâm học kiếm thuật.
Đại Du nhà nghèo, luôn chịu cảnh thiếu thốn, nhưng hành vi vẫn khoáng đạt. Cha mất, Đại Du từ bỏ việc học tập, kế tự quân chức.

## Gian nan khởi nghiệp
Năm Gia Tĩnh thứ 14 (1535), Đại Du tham gia kỳ thi Hội của Võ cử, đỗ Võ tiến sĩ hạng 5, được trừ chức Thiên hộ, thủ ngự Kim Môn sở. Quân dân ở đấy kiện tụng lẫn nhau gay gắt, Đại Du kiên trì khuyên bảo, việc tranh chấp dần thôi. Bấy giờ cướp biển nổi lên, Đại Du dâng thư lên Giám tư bàn luận việc ấy, Giám tư trên giận trách: "Tiểu hiệu sao dám dâng thư!" rồi phạt đòn, đoạt chức của ông . Thượng thư Mao Bá Ôn nhận lệnh chinh thảo nhà Mạc của Đại Việt (công tác trù bị trong khoảng 1536 – 1540), Đại Du dâng thư trình bày phương lược, xin tòng quân; Bá Ôn lấy làm kỳ, nhưng triều đình bãi binh (1540), nên Đại Du không được dùng.
Năm thứ 21 (1542), thủ lĩnh Thát Đát là Yêm Đáp hãn xâm nhập Sơn Tây, triều đình hạ chiếu tuyển cử Vũ dũng sĩ, Đại Du đến chỗ Tuần án ngự sử tự tiến, được ngự sử gởi tên lên Binh bộ. Khi ấy Mao Bá Ôn làm Thượng thư, bèn tiến cử Đại Du với Tuyên Đại tổng đốc Địch Bằng. Đại Du được Bằng triệu kiến; khi bàn luận việc binh, ông nhiều lần bắt bẻ Bằng, khiến ông ta chịu phục, đãi ngộ theo lễ, nhưng cũng không trọng dụng. Đại Du từ biệt Bằng trở về, được Bá Ôn tiến cử làm Đinh Chương thủ bị . Đại Du tới Vũ Bình, làm Độc Dịch hiên (nhà đọc kinh Dịch), cùng bọn sanh viên tổ chức văn hội, còn hằng ngày dạy võ sĩ đánh kiếm.

## Chiến công đầu tiên
Năm thứ 26 (1547), Đại Du ở phủ Đinh Châu phá hải tặc là bọn Khang Lão, chém 300 thủ cấp, nhờ công được hàm thự Đô chỉ huy thiêm sự, Thiêm sự Quảng Đông đô tư. Dân chúng các động ở một dải Tân Hưng, Ân Bình là bọn Đàm Nguyên Thanh nổi loạn, Lưỡng Quảng tổng đốc Âu Dương Tất Tiến (em vợ Nghiêm Tung) giao việc này cho Đại Du; ông bèn lệnh cho dân lành tự phòng thủ, rồi đích thân soái vài người đến các động làm loạn, trình bày họa phúc, còn dạy họ đánh kiếm, khiến loạn dân sợ phục. Có kẻ tên Tô Thanh Xà (hay Tô Bộ Thanh) khỏe đánh được cọp, Đại Du bắt chém hắn, khiến loạn dân càng sợ. Đại Du bèn đến động của thủ lĩnh Hà Lão Miêu, lệnh trả lại ruộng xâm chiếm của dân, nhờ đó chiêu hàng các thủ lĩnh loạn dân, một dải Tân Hưng, Ân Bình trở lại an tĩnh.

## Chống Phạm Tử Nghi ở nam biên
Năm thứ 28 (1549), Hữu phó đô ngự sử Chu Hoàn tuần thị Phúc Kiến, tiến cử Đại Du làm Bị Uy đô chỉ huy. Trước đó Mạc Hiến Tông của Đại Việt băng, con là Phúc Nguyên – tức Mạc Tuyên Tông – còn nhỏ tuổi, trong nước phát sinh nội loạn . Hoằng vương Mạc Chánh Trung thua chạy sang Khâm Châu, Tứ Dương hầu Phạm Tử Nghi ở Hải Đông đánh tiếng rằng Tuyên Tông băng, đón Chánh Trung về, rồi đem quân đánh phá các châu Khâm, Liêm (nay là Hợp Phố), khiến vùng Lĩnh Hải xao động . Vì thế Âu Dương Tất Tiến tấu lên xin giữ Đại Du ở lại, truyền hịch cho ông đi dẹp. Đại Du vội đến Liêm Châu, khi ấy Tử Nghi vây thành rất cấp, ông cho rằng thủy quân chưa tập kết, bèn sai vài kỵ binh đi dụ hàng, còn đánh tiếng rằng đại binh đã đến; Tử Nghi không nắm chắc, bèn bỏ đi. Ít lâu sau, thủy quân nhà Minh đến, mai phục ở Quan Đầu lĩnh (chưa rõ). Tử Nghi xâm phạm Khâm Châu, Đại Du chặn bắt được thuyền địch; quân Minh truy kích mấy ngày, bắt sống em Tử Nghi là Phạm Tử Lưu, chém 200 thủ cấp . Tử Nghi thua chạy về Vân Đồn, sau đó nhà Mạc giết Tử Nghi, hiến đầu ông ta; việc xong, Nghiêm Tung ức chế không ghi công của Đại Du, chỉ ban cho 50 lạng bạc.

## Trấn áp khởi nghĩa người Lê ở Hải Nam
Năm thứ 28 (1549), người tộc Lê ở Ngũ Chỉ sơn thuộc Quỳnh Châu (tức là Hải Nam) là Na Yến lôi kéo các bộ Lê ở Cảm Ân (nay là Đông Phương), Xương Hóa (nay là Xương Giang) cùng nổi dậy, Tất Tiến lại truyền hịch cho Đại Du đi dẹp. Lại thêm triều đình bàn việc đặt chức Nhai Châu tham tướng , lập tức Đại Du được nhiệm chức ấy. Đại Du bèn hội họp với các cánh quân của bọn Quảng Đông phó tướng Thẩm Hy Nghi, bắt chém hơn 5300 nghĩa quân, chiêu hàng 3700 người. Đại Du nói với Tất Tiến rằng: "Lê cũng là người đấy, cứ mấy năm lại phản lại dẹp, há là ý trời và người ư? Nên xây thành lập chợ, lấy Hán pháp để tạp trị họ! ", ông ta nghe theo. Đại Du bèn một mình một ngựa vào động, cùng người Lê định ra yếu ước, Hải Nam lại yên.

## Kháng Uy khấu ở Chiết Đông
Năm thứ 31 (1552), Uy khấu xâm nhiễu Chiết Đông dữ dội, có chiếu dời Đại Du làm Ninh, Đài chư quận Tham tướng. Gặp lúc bọn cướp phá Xương Quốc vệ thuộc Ninh Ba (nay là Định Hải, Chu Sơn), Đại Du đánh đuổi chúng. Uy khấu đánh chiếm Lâm Sơn vệ thuộc Thiệu Hưng (nay là trấn Lâm Sơn, Dư Diêu) , chuyển sang cướp bóc Tùng Dương; tri huyện La Củng Thần ra sức chống địch, còn Đại Du đem thuyền lầu của vùng Mân Trung đón bọn cướp ngoài biển, chém hơn 4000 thủ cấp. Vì bọn cướp chạy thoát, Đại Du chịu đình bổng. Ít lâu sau, Đại Đu đuổi giặc giữa biển, đốt hơn 50 cỗ thuyền, được cấp bổng như cũ.
Năm thứ 33 (1554), Uy khấu chiếm cứ Phổ Đà sơn thuộc Ninh Ba, Đại Du soái tướng sĩ đến đánh, leo lên nửa chừng, bọn cướp xông ra, giết bọn Võ cử Hỏa Bân hơn 300 người; ông được lập công chuộc tội. Ít lâu sau Đại Du đánh bại Uy khấu ở Ngô Tùng sở (nay là Bảo Sơn, Thượng Hải), có chiếu bỏ tội cũ, còn ban cho tiền lụa. Uy khấu từ Kiện Khiêu sở (nay là đông nam Tam Môn) vào cướp, Đại Du quay lại phá được. Đại Du thay Thang Khắc Khoan làm Tô Tùng phó tổng binh, tướng sĩ dưới quyền không đến 300 người, trưng binh các đạo chưa đến, Uy khấu xâm phạm Kim Sơn, ông giao chiến thất bại, Khi ấy 2 vạn Uy khấu đồn trú ở Tùng Giang, Chá Lâm, Mân Chiết tổng đốc Trương Kinh giục đánh, Đại Du kiên trì không ra. Đến khi quan quân của Vĩnh Thuận, Bảo Tĩnh đến, Đại Du theo Trương Kinh đại phá kẻ địch ở Vương Giang Kính (sử cũ gọi là Vương Giang Kính đại tiệp). Nhưng công lao của trận này bị Công bộ hữu thị lang Triệu Văn Hoa (con nuôi Nghiêm Tung) và Chiết Giang tuần án ngự sử Hồ Tông Hiến cuỗm mất, Trương Kinh bị luận tội kháng Uy bất lực, chịu xử trảm, còn Đại Du bị luận tội thua trận Kim Sơn, chịu trích sung làm Sự quan (Văn Hoa được thăng làm Thượng thư, Tông Hiến được thăng làm Tuần phủ).
Ngay sau đó Uy khấu được tăng viện hơn 30 cỗ thuyền, đột kích Thanh Thôn sở (nay là Phụng Hiền), hợp với Uy khấu cũ ở các nơi Nam Sa (chưa rõ), Tiểu Ô Khẩu (chưa rõ), Lãng Cảng (chưa rõ), xâm phạm Lục Kính Bá (đập, nay là cầu Lục Kính, trấn Ngoại Cương, khu Gia Định, Thượng Hải) thuộc Tô Châu, xông đến Lâu môn , đánh bại quan quân của Nam Kinh đô đốc Chu Vu Đức. Uy khấu lại chia làm 2 lộ, bắc dọc theo ven nước, nam rẽ ngang đê điều, cướp bóc lan man đến địa giới Thường Thục, Giang Âm, Vô Tích, ra vào Thái Hồ. Đại Du cùng Phó sứ Nhâm Hoàn  đánh bọn cướp đại bại ở Lục Kính Bá, đốt hơn 30 cỗ thuyền; lại đánh úp bọn cướp từ Tam Trượng Phố (bến sông, nay thuộc trấn Đông Lộc Uyển, Trương Gia Cảng) ra biển, nhấn chìm 7 cỗ thuyền, khiến chúng chạy cập vào Tam Bản Sa (bãi, chưa rõ). Ngay sau đó, một cánh Uy khấu khác xâm phạm Ngô Giang, Đại Du với Hoàn lại đón đánh hồ Oanh Đậu, phá được, khiến chúng chạy đi Gia Hưng.
Uy khấu ở Tam Bản Sa cướp thuyền dân, sắp trốn, Đại Du đuổi đánh ở Mã Tích Sơn. Bọn cướp ở Kim Kính (chưa rõ), Hứa Phố (chưa rõ), Bạch Mao Cảng (chưa rõ) đều ra biển, Đại Du đuổi đánh ở Trà Sơn, đốt 5 cỗ thuyền. Bọn cướp chạy đi Mã Tích Sơn, Tam Bản Sa, quan quân lại đuổi kịp, hủy hoại 3 cỗ thuyền. Uy khấu ở Thái Cảng thuộc Giang Âm (nay là sông đào Thái Cảng thuộc trấn Tân Kiều) cũng bỏ đi, quan quân chia ra đánh ở các núi Mã Tích, Mã Đồ (chưa rõ), Bảo (chưa rõ); đúng lúc gió lớn nổi lên, thuyền cướp chìm nhiều. Uy khấu ở Chá Lâm cũng bị quan quân đánh chìm 20 cỗ thuyền, tàn dư chạy vào bờ; sau đó lại lên thuyền ra biển, Đại Du cùng Thiêm sự Đổng Bang Chánh chia ra đánh, bắt được 9 cỗ thuyền. Bọn cướp ấy bị gió nhấn chìm 3 cỗ thuyền nữa, còn hơn 300 người lên bờ, chiếm cứ trấn Đào Trạch thuộc Hoa Đình (nay là thôn Vương Gia, trấn Thanh Thôn, Phụng Hiền), nhiều lần đánh bại đại quân của bọn Triệu Văn Hoa, trong đêm đóng đồn ở chùa Vĩnh Định thuộc Chu Phố, quan quân 4 mặt vây chúng. Lại có 9 cỗ thuyền của Uy khấu ở Chá Lâm bị gió đánh dạt vào Xuyên Sa Oa (vũng, nay là trấn Hợp Khánh, Phố Đông), tập hợp được hơn 40 cỗ thuyền, mà còn chưa hết. Ứng Thiên tuần phủ Tào Bang Phụ hặc Đại Du thả giặc, khiến Minh Thế Tông giận, đoạt thế ấm của ông, buộc tội chết, cho lập công tự chuộc. Bấy giờ Uy khấu ở Chu Phố bị vây gấp, nhân đêm tối chạy theo hướng đông bắc, bị Du kích Tào Khắc Tân chặn lại, chém hơn 300 thủ cấp, nhưng hội họp được với bọn cướp ở Xuyên Sa Oa. Uy khấu đêm ngày đánh trả, mở lối từ Xuyên Sa Oa chạy ra biển. Đại Du cùng Phó sứ Vương Sùng Cổ cũng ra biển đuổi theo, bắt kịp ở Lão Quán Tuy (nay thuộc trấn Tam Đôn, khu Tây Hồ), đốt 8 cỗ hạm lớn, chém được vô số; tàn dư bọn cướp chạy về Phố Đông thuộc Thượng Hải.

## Kháng Uy khấu ở Chiết Tây
Tháng 3 ÂL năm thứ 35 (1556), đình thần bàn rằng đô đốc Lưu Viễn được đặc mệnh làm Chiết Giang tổng binh quan, kiêm hạt Tô, Tùng chư quận, trải mấy tháng không làm được gì, còn Đại Du có tài cán, nên bãi miễn Viễn, lấy ông thay thế. Uy khấu xâm phạm Tây Am (chưa rõ), Thẩm Trang (nay thuộc trấn Lâm Đại, Bình Hồ) và Thanh Thủy Oa (nay là phụ cận bên trái cảng Tam Giáp, khu du lịch lữ hành Hải Tân thuộc Phố Đông), Đại Du cùng Bang Chánh đánh bại, khiến chúng chạy đi Đào Sơn (chưa rõ); có chiếu trả lại thế ấm cho ông. Uy khấu từ Hoàng Phố lẻn ra biển, Đại Du đuổi theo đánh bại được.

## Tiễu diệt ngụy Uy khấu
Tháng 8 ÂL cùng năm, Hồ Tông Hiến – vốn đã đáp ứng cho thủ lĩnh ngụy Uy khấu (hải tặc người Hoa hợp tác với Uy khấu) là Từ Hải quy thuận – dưới sự thúc bách của Triệu Văn Hoa, đành hạ lệnh cho Đại Du tiến đánh Từ Hải ở Đông Thẩm Trang. Đại Du từ Hải Diêm đưa quân đến, khi ấy đã có 6000 quân của Triệu Văn Hoa ở đấy (nhưng không dám xông vào). Đại Du tiến đánh, phá được, Từ Hải thua chạy đi Lương Trang (chưa rõ); quan quân nhân gió lớn mà phóng hỏa, rồi nổi trống xông vào; bọn cướp tan vỡ, bị giết hơn 1600 người, Từ Hải hoang mang nhảy xuống biển tự sát. Mùa đông năm ấy, triều đình xét công tham gia bình định Từ Hải, được gia Đô đốc thiêm sự .
Sau cái chết của Từ Hải, Uy khấu ở Chiết Tây chỉ còn ở Chu Sơn thuộc Ninh Ba, bọn chúng cậy hiểm kháng cự, quan quân chưa thể hạ được. Bấy giờ thổ binh, lang binh  đều đã bỏ về, mà các nơi Xuyên, Quý điều 6000 quân của Ma Liêu (nay là trấn Tẩu Mã, Hạc Phong, Hồ Bắc), Đại Lạt (chưa rõ), Trấn Khê (nay là Cát Thủ, Hồ Nam), Tang Thực mới đến. Đại Du nhân tuyết lớn, 4 mặt tấn công. Uy khấu tử chiến, giết được 1 viên thổ quan; quan quân càng hăng, đốt phá hàng rào của địch; bọn cướp chịu chết cháy phần lớn, những kẻ xông ra đều bị giết. Quan quân giết sạch Uy khấu ở Chu Sơn, Đại Du được gia thự Đô đốc đồng tri.
Năm sau (1557), Hồ Tông Hiến muốn chiêu hàng Uông Trực, nghe theo Lư Thang, cho phép Trực thông thương; Đại Du ra sức phản đối. Đến khi đình thần gây sức ép, Tông Hiến đành nuốt lời, bắt giam Trực, khiến con nuôi của Trực là Mao Hải Phong chiếm cứ Chu Sơn, ngăn trở Sầm Cảng chống lại. Đại Du quay về đánh Mao Hải Phong, nhưng gặp phải địa thế hiểm trở, tướng sĩ lên núi phần nhiều tử thương, mà Uy khấu mới lại cập bến Thẩm Gia Môn. Triều đình giục Tông Hiến rất gấp, ông ta nói bừa để đối phó. Đình thần cạnh khóe Tông Hiến, rồi hặc Đại Du. Vì thế Đại Du bị đoạt chức Tổng binh, Thích Kế Quang bị đoạt chức Tham tướng, kỳ hạn trong 1 tháng phải bình được giặc. Bọn Đại Du sợ, càng ra sức tấn công, bọn cướp càng tử thủ.
Tháng 7 ÂL năm thứ 37 (1558), Uy khấu từ Sầm Cảng dời đi Kha Mai (nay là trấn Bạch Tuyền). Bọn Đại Du chặn lại, đánh chìm một cỗ thuyền, trước sau giết được 4 – 5000 tên địch. Năm thứ 38 (1559), tàn dư Uy khấu ở Kha Mai chạy thoát dương buồm về nam, xuôi dòng cướp bóc Mân, Quảng; vì Chiết Giang gần như không còn Uy khấu, nên Hồ Tông Hiến ngầm thả chúng đi, không đốc thúc chư tướng chặn lại. Việc này bị ngự sử Lý Hô hặc, Tông Hiến bèn đổ tội cho Đại Du, khiến đế giận, bắt ông giam vào Chiếu ngục , lại đoạt thế ấm.

## Kháng Mông Cổ ở bắc biên
Năm thứ 39 (1560), Tả đô đốc, Chưởng Cẩm Y vệ sự Lục Bỉnh ngầm đem tiền riêng của mình hối lộ Nghiêm Thế Phiên, nên Đại Du được thả ra, nhận lệnh lập công ở biên tái . Đại Đồng tuần phủ Lý Văn Tiến biết tài của Đại Du, cho ông cùng trù hoạch quân sự. Đại Du bèn chế tạo Độc luân xa để chống lại kỵ binh . Đại Du làm thử 100 cỗ xe, cùng 3000 bộ kỵ đánh bại địch ở An Ngân Bảo (chưa rõ). Văn Tiến dâng sáng chế của Đại Du lên triều đình, vì thế Kinh doanh có thêm Binh xa doanh . Văn Tiến tập kích Bản thăng , nhờ mưu của Đại Du, giành được đại thắng; có chiếu trả lại thế ấm cho ông. Người Mông Cổ xâm phạm Quảng Vũ, Đại Du đánh đuổi được. Trước đó triều đình luận công bình định Uông Trực, cho Đại Du trừ tội lục dụng; đến nay, Trấn Hoàng (nay là Phượng Hoàng) có biến loạn, ông được Xuyên Hồ tổng đốc Hoàng Quang Thăng tiến cử, nên lập tức được dùng làm Trấn Hoàng tham tướng.

## Trấn áp khởi nghĩa nông dân Trương Liễn ở Quảng Đông
Thủ lãnh khởi nghĩa ở Nhiêu Bình, Quảng Đông là Trương Liễn hoạt động đã vài năm; tháng 7 ÂL năm thứ 40 (1561), có chiếu dời Đại Du về Nam Cám, hợp quân Mân, Quảng tham gia đánh dẹp. Khi ấy Hồ Tông Hiến kiêm chế Giang Tây, biết Trương Liễn rời xa sào huyệt, truyền hịch gọi Đại Du đánh gấp; ông dùng kế "vây Ngụy cứu Triệu", soái 15000 đi gấp lên Bách Tung Lĩnh (tức Bách Tung quan, nay thuộc trấn Cửu Phong), nhìn xuống sào huyệt của nghĩa quân. Trương Liễn quả nhiên quay về cứu, Đại Du liên tiếp phá nghĩa quân, chém hơn 1200 thủ cấp. Nghĩa quân sợ, không ra. Đại Du dùng gián điệp dụ Trương Liễn ra đánh, từ phía sau trận bắt hắn ta, rồi bắt được tướng nghĩa quân là Tiêu Tuyết Phong. Người Quảng giành công dẹp Trương Liễn, Đại Du không tranh cãi; ông phân tán hơn 2 vạn tàn dư nghĩa quân, không giết một người nào, được cất nhắc làm Phó tổng binh, hiệp thủ Nam Cám, Đinh, Chương, Huệ, Hồ chư quận. Đại Du bèn thừa thắng tham gia đánh dẹp khởi nghĩa ở Trình Hương (nay là Mai Huyện).

## Chiến thắng Hưng Hóa
Năm thứ 41 (1562), Uy khấu vây thành Hưng Hóa, Đại Du được cất nhắc làm Phúc Kiến tổng binh quan, Thích Kế Quang làm phó. Đại Du đến thì thành Hưng Hóa đã thất thủ, trước đó Uy khấu chiếm được Bình Hải vệ, lùi về đấy đặt căn cứ; ông không vội đánh mà hợp quân với Lưu Hiển vây khốn kẻ địch. Tháng 4 ÂL năm thứ 42 (1563), Kế Quang đem quân đến, Phúc Kiến tuần phủ Đàm Luân lệnh cho Kế Quang nắm trung quân, Lưu Hiển nắm tả quân, Đại Du nắm hữu quân, hợp quân tấn công. Quan quân phá thành, Kế Quang trèo lên trước, nhận công đầu, được thưởng hàm Đô đốc đồng tri, Thế ấm Thiên hộ; còn Đại Du chỉ được thưởng tiền bạc, lụa.

## Trấn áp khởi nghĩa nông dân hợp tác với Uy khấu ở Triều Châu
Tháng 10 ÂL cùng năm, Đại Du được dời sang trấn giữ Nam Cám; năm sau đổi đi Quảng Đông. 2 vạn Uy khấu ở Triều Châu hợp với nghĩa quân Ngô Bình làm thế ỷ giốc, còn có nghĩa quân Lam Tùng Tam, Ngũ Đoan, Ôn Thất, Diệp Đan Lâu của các động, hàng ngày cướp bóc Huệ, Triều. Người Phúc Kiến là Trình Thiệu Lục làm loạn Duyên Bình, Lương Đạo Huy quấy nhiễu Đinh Châu; Đại Du dựa vào uy danh trấn nhiếp nghĩa quân, một mình một ngựa vào doanh của Thiệu Lộc, thuyết phục ông ta trở về động, nhân đó lệnh cho Thiệu Lộc đuổi cả Đạo Huy trở về, vì thế hai cánh nghĩa quân đánh lẫn nhau rồi cùng bị diệt. Huệ Châu tham tướng Tạ Sắc bị nghĩa quân Ngũ Đoan, Ôn Thất đánh bại, phao tin "Du gia quân" đến, khiến họ sợ hãi, Ngũ Đoan bèn đem các tù trưởng ra hàng. Chẳng bao lâu, Đại Du quả nhiên đến, quan quân bắt được Ôn Thất. Ngũ Đoan tự trói mình, xin giết Uy hiệu lực, Đại Du sai làm tiền khu. Quan quân vây Uy khấu ở Trâu Đường (nay là trấn Cửu Hồ, Long Hải), một ngày đêm hạ được 3 ổ cướp, chém chết hơn 400 người, rồi đại phá chúng ở Hải Phong. Uy khấu chạy cả đi các áo (vịnh nhỏ) Khi Sa, Giáp Tý, cướp thuyền chài ra biển, phần nhiều bị gió đánh chìm, còn hơn 2000 tên cướp quay về Kim Tích Đô thuộc Hải Phong (nay là trấn Đào Hà). Đại Du vây bọn cướp 2 tháng, chúng hết lương thực, muốn chạy; phó tướng Thang Khắc Khoan đặt mai phục đón đánh, chém được 3 viên kiêu tướng của địch; bọn tham tướng Vương Chiếu kéo đến, khiến bọn cướp tan rã. Đại Du dời quân về Triều Châu, lần lượt hàng phục Lam Tùng Tam, Diệp Đan Lâu; sau đó sai sứ chiêu hàng Ngô Bình, cho phép hắn đóng quân ở Mai Lĩnh (nay là Chiếu An). Không lâu sau Ngô Bình lại nổi loạn, đóng mấy trăm cỗ chiến hạm, tập hợp hơn vạn người, đắp 3 thành cố thủ, cướp bóc quận, huyện ven biển. Phúc Kiến tổng binh quan Thích Kế Quang tập kích Bình, hắn trốn về giữ Nam Áo.
Mùa thu năm thứ 44 (1565), Ngô Bình xâm phạm Phúc Kiến, giết bọn bả tổng Chu Ki ngoài biển. Đại Du nắm thủy binh, Kế Quang nắm lục binh, giáp kích nghĩa quân ở nam Áo, đại phá được. Bình gần như một mình chạy thoát, chiếm cứ Phượng Hoàng Sơn thuộc Nhiêu Bình. Kế Quang ở lại Nam Áo, bộ tướng Đại Du là bọn Thang Khắc Khoan, Lý Siêu đuổi nà, nhưng liên tiếp thua trận, nên Bình cướp được thuyền dân chạy ra biển. Mân Quảng tuần án ngự sử Giao Chương hặc Đại Du, khiến ông chịu đoạt chức (sau đó Ngô Bình bị Thang Khắc Khoan đánh bại ở Vạn Kiều sơn, không rõ tung tích).
Nghĩa quân ở Hà Nguyên, Ông Nguyên là bọn Lý Á Nguyên hoành hành, Mân Quảng tổng đốc Ngô Quế Phương lưu Đại Du ở lại để đánh dẹp, trưng 10 vạn quân, chia 5 lộ mà tiến. Đại Du sai gián điệp dò xét rồi đánh úp sào huyệt nghĩa quân, bắt sống Á Nguyên, chém được 14000 người, giành lại hơn 8 vạn nam nữ bị nghĩa quân bắt đi; ông được nhận lại chức. Nhà Minh có lệ lấy huân thần nắm binh quyền của Lưỡng Quảng, cùng tổng đốc trấn giữ Ngô Châu; Minh Thế Tông theo lời bàn của Cấp sự trung Âu Dương Nhất Kính: Lưỡng Quảng đều đặt đại soái, bãi huân thần. Vì vậy triều đình triệu Cung Thuận hầu Ngô Kế Tước về kinh, lấy Đại Du làm Quảng Tây tổng binh quan, thêm ấn Bình Man tướng quân. Từ đây Lưỡng Quảng đặt chức soái (Lưu Hiển làm Quảng Đông tổng binh quan).
Sau khi Ngũ Đoan chết, đồng đảng là Vương Thế Kiều lại nổi dậy, bắt giữ đồng tri Quách Văn Thông. Đại Du liên tiếp đánh bại nghĩa quân, bộ hạ của Thế Kiều bắt hắn ta dâng lên; ông được thự Đô đốc đồng tri.
Đồng đảng của Ngô Bình là hải tặc Tằng Nhất Bổn đã hàng lại phản, bắt Trừng Hải tri huyện, đánh bại quan quân, khiến thủ bị Lý Mậu Trung trúng pháo mà chết. Có chiếu cho Đại Du tạm đốc quân Quảng Đông phối hợp đánh dẹp. Năm Long Khánh thứ 2 (1568), Nhất Bổn xâm phạm Quảng Châu, rồi xâm phạm Phúc Kiến, Đại Du hợp quân với Quách Thành, Lý Tích, bắt diệt hắn ta. Xét công, Đại Du được tiến Hữu đô đốc.

## Trấn áp khởi nghĩa dân tộc Tráng ở Quảng Tây
Năm thứ 5 (1571), người tộc Tráng  ở Cổ Điền thuộc Quảng Tây (nay là Vĩnh Phúc, Quế Lâm) là bọn Hoàng Triều Mãnh, Vi Ngân Báo từ cuối thời Gia Tĩnh từng nhiều lần cướp kho lẫm trong thành,, tuần phủ Ân Chánh Mậu trưng 14 vạn quân, giao cho Đại Du, chia 7 đường mà tiến, liên tiếp phá vài mươi sào huyệt địch. Nghĩa quân giữ Triều Thủy (chưa rõ), nơi ấy trên đỉnh cao, quan quân đánh hơn 10 ngày chưa hạ được. Đại Du vờ chia binh đánh Mã Lãng (chưa rõ), ngầm lệnh cho tham tướng Vương Thế Khoa nhân đêm mưa đặt mai phục trên núi. Mờ sáng, quan quân nổ pháo, nghĩa quân hoảng sợ; quan quân trèo lên núi, nghĩa quân bị giết sạch. Đại Du liên tiếp đánh hạ sào huyệt còn lại của nghĩa quân là Mã Lãng các nơi, chém chết hơn 4800 người, bắt Triều Mãnh, Ngân Báo. Khởi nghĩa của người Tráng ở Cổ Điền kéo dài cả trăm năm cáo chung, Đại Du được tiến thế ấm làm Chỉ huy thiêm sự .

## Những năm cuối đời
Năm thứ 6 (1572), tuần án Lý Lương Thần hặc Đại Du gian tham, Binh bộ ra sức bảo vệ ông, nhưng vẫn có chiếu buộc ông về quê đợi điều tra. Việc xong, được khởi làm Nam Kinh hữu phủ thiêm sự. Chưa nhậm chức, Đại Du được lấy hàm Đô Đốc thiêm sự đi làm Phúc Kiến tổng binh quan.
Mùa thu năm Vạn Lịch nguyên niên (1573), cướp biển đột nhập Lư Hạp Áo (nay là Lư Hạp Sa than (bến) thuộc quần đảo Bành Hồ), bị kết tội thua trận, chịu đoạt chức. Sau đó Đại Du được lấy hàm thự Đô đốc thiêm sự, khởi làm Hậu phủ thiêm sự, lĩnh việc huấn luyện của Xa doanh.
Năm thứ 8 (1580), Đại Du 3 lần dâng sớ xin về. Mất, được tặng Tả đô đốc, thụy là Vũ Tương. Con là Du Tư Cao, làm đến Phúc Kiến Tổng binh quan.

## Dật sự: Đá Luyện Đảm
Thiếu thời Đại Du cùng bọn Đặng Thành, Lý Đỗ, Thang Khắc Khoan hơn 10 người đọc sách dưới chân núi Thanh Nguyên; ở mé tây suối Hổ Nhũ có 1 tảng đá cao và thẳng đứng, rất khó trèo lên, hằng ngày Đại Du từ trên tảng đá nhảy xuống, có người sợ ông bị thương, khuyên can, ông nói đây là rèn can đảm, nuôi chí lớn, đánh đuổi ngoại xâm, giúp nước cứu đời. Về sau Đại Du làm nên sự nghiệp, quay về quê nhà, khắc lên tảng đá 4 chữ "quân ân sơn trọng" (ơn vua như núi), người đời gọi tảng đá này là "Luyện Đảm thạch".

## Trước tác
- Binh pháp phát vi 1 quyển.
- Kiếm kinh 1 quyển: căn cứ vào bản lưu hành hiện nay thì tác phẩm ghi chép kỹ thuật sử dụng các loại vũ khí dài, không có kiếm thuật. Xem bản số hóa tại đây[liên kết hỏng].
- Tẩy hải cận sự 2 quyển: tác phẩm tổng hợp tình hình duyên hải đông nam nhà Minh, được soạn từ tháng giêng ÂL năm Long Khánh thứ 2 (1568) đến tháng 6 nhuận năm thứ 3 (1569).
- Trấn Mân nghị cảo 1 quyển.
- Quảng Tây tuyển phong binh thao pháp 1 quyển.
- Trùng san tục Vũ kinh tổng yếu 7 quyển: tác phẩm được biên tập lại từ Triệu Bản Học - Thao Kiềm nội ngoại thiên. Xem bản số hóa tại đây.
- Chinh tiễu Cổ Điền sự lược 1 quyển.

Đại Du sáng tác nhiều bài thơ như Thu nhật sơn hành, Song thiên lý mã vu dũng đạo thí hành,... bộc lộ lý tưởng tế thế báo quốc, Chu sư, Dữ triển thôi phủ,... miêu thuật chiến trường động loạn, ca tụng công lao của chiến sĩ, Dương tây châu nam chinh tặng dĩ chiến bào, Khốc trần cao phong,... biểu đạt tấm lòng yêu nước dạt dào, ngoài ra còn có những bài trữ tình như Vịnh mẫu đan thi, Thí kiếm thạch,... Thơ, ca của Đại Du có ngôn ngữ chất phác nhưng có khí khái cao vời, được ký thất của ông là Lý Đỗ tập hợp mà biên soạn Chánh khí đường tập 16 quyển, còn có Chinh Man tướng quân đô đốc Hư Giang Du Công công hành kỷ ghi chép hành trạng của ông. Đời sau còn có Chánh khí đường tục tập 7 quyển và Chánh khí đường dư tập 4 quyển (đều do tác giả dật danh biên soạn). Ngày nay toàn bộ trước tác của Đại Du được Liêu Uyên Tuyền, Trương Cát Xương chỉnh lý và biên tập, đưa vào Chánh khí đường toàn tập 33 quyển, xem bản số hóa tại đây Lưu trữ ngày 21 tháng 12 năm 2015 tại Wayback Machine.

## Đánh giá
Đàm Luân từng gởi thư cho Đại Du rằng: "Chỉ huy sáng suốt, ngài không bằng Luân. Thưởng phạt nghiêm minh, ngài không bằng Thích (Kế Quang). Chiến đấu mạnh mẽ, ngài không bằng Lưu (Hiển). Nhưng đây là những hiểu biết vặt, chỉ ngài mới đảm nhiệm được việc lớn."
Hoàng Đạo Chu (1585 – 1646) nhận xét: "Đại Du làm tướng, việc ắt chu toàn. Động viên quân đội, nói hết mưu tính. Dưới nước diệt Uy khấu, trên bờ bắt Trương Liễn. Mân Quảng an định, Chương Tuyền ít lo. So với Phương Thúc , cùng một nhóm người." 
Minh sử chép rằng Đại Du làm tướng thanh liêm, có ơn với bộ hạ; nhiều lần lập công lớn, uy danh chấn động phương nam; lại nói Đại Du dùng binh, tính kế rồi mới đánh, không tham công lao trước mắt; trung thành với nước, càng già càng dốc sức, nên ở đâu cũng lập công lớn; ca ngợi rằng Đại Du là danh tướng đứng đầu thời Minh Thế Tông, nên chịu nhiều sự chèn ép, bị quan viên trong ngoài triều đình cướp đoạt công lao; Thích Kế Quang giành được nhiều công tích hơn là nhờ Trương Cư Chính, Đàm Luân bấy giờ nắm quyền, có thể che chở ông ta khỏi những lời sàm tấu của bọn ngôn quan mà thôi.

## Hậu thế tưởng nhớ
Tháng 10 ÂL năm Gia Tĩnh thứ 43 (1564), sĩ phu Kim Môn xây sanh từ ghi công Đại Du, ngày nay vẫn còn bia kỷ niệm ở số 66, Hoàn Đảo Bắc lộ, Tây Môn lý, Kim Thành trấn. Xem văn bia Đô đốc Du Công sanh từ ký tại đây.
Các nơi Nhai Châu, Nhiêu Bình thuộc Quảng Đông, Vũ Bình, Kim Môn thuộc Phúc Kiến, Ninh Ba thuộc Chiết Giang đều có đền thờ.
Mộ của Đại Du tại khu Lạc Giang, Tuyền Châu là văn vật được bảo hộ cấp tỉnh. Nhà cũ của Đại Du ở trấn Hà Thị, Lạc Giang ngày nay là bảo tàng kỷ niệm ông. Lệ Thủy, Chiết Giang có nhai đạo Đại Du.